# Andrew Adamson
Andrew Ralph Adamson, född den 1 december 1966 i Auckland, Nya Zeeland, är en nyzeeländsk regissör. Han är känd för att ha regisserat filmerna om Shrek och Narnia.

## Filmografi (urval)
- 2001 – Shrek (regissör)
- 2004 – Shrek 2 (regissör och manusförfattare)
- 2005 – Berättelsen om Narnia: Häxan och lejonet (exekutiv producent, regissör och manusförfattare)
- 2008 – Berättelsen om Narnia: Prins Caspian
- 2010 – Berättelsen om Narnia: Kung Caspian och skeppet Gryningen